# Messier 44
Messier 44, também conhecido como Presépio (em latim: Praesepe), Manjedoura, Colmeia, M44, NGC 2632, ou Cr 189, é um aglomerado estelar aberto localizado na constelação de Cancer. É um dos aglomerados estelares mais próximos do Sistema Solar, e contém uma população estelar maior que a maioria dos aglomerados próximos. É visível a olho nu; por isso é conhecido desde a antiguidade. O astrônomo clássico Ptolemeu o chamou de "a massa nebulosa de Cancer," e foi um dos primeiros objetos que Galileu estudou com seu telescópio.
Messier 44 é melhor observado quando Cancer está alto no céu; em latitudes do norte isso ocorre durante o fim da tarde de fevereiro a março.

## Descoberta e história
É conhecido desde os tempos pré-históricos. Gregos e romanos compararam esta "nebulosa" à manjedoura, associando os dois jumentos às estrelas Gamma Cancri, pertencente à classe espectral A1 V e de magnitude aparente 4,7, distanciado da Terra em 155 anos-luz, e Delta Cancri, pertencente à classe espectral K0 III e de magnitude aparente 3,9, distanciado da Terra também em 155 anos-luz. Erastótenes relatou que esses foram os jumentos nos quais os deuses Dionísio e Sileno montaram na batalha contra os Titãs, que ficaram amendrotados com o zurro dos animais e que por isso os deuses venceram. Como recompensa, os jumentos foram levados ao céu junto com a manjedoura. O poeta grego Arato referiu-se a esse objeto como a "Pequena Névoa". Hiparco, em 130 d.c., incluiu o aglomerado em seu catálogo estelar, chamando-o de "Pequena Nuvem" ou "Estrela Nebulosa". Ptolomeu menciona-o como uma de sete "nebulosas" em seu Almagesto, localizado no "peito do caranguejo". Também aparece em uma carta estelar de Johann Bayer, de 1600, como um "Nubilum" (objeto nebuloso).
Galileu Galilei foi o primeiro a resolver as primeiras estrelas individuais do aglomerado. Declarou que "a nebulosa chamada Presépio, que não é apenas uma única estrela, mas uma massa de mais de 40 pequenas estrelas." Foi visto por Nicolas-Claude Fabri de Peiresc, o descobridor da nebulosa de Órion, que também resolveu suas estrelas mais brilhantes em 1611. Simon Marius, um ano mais tarde, também disse ter observado o aglomerado. O astrônomo francês Charles Messier adicionou-o em seu catálogo em 4 de março de 1769 após medir com precisão sua posição no céu. Junto com a Nebulosa de Orion e o aglomerado Plêiades, sua inclusão ao catálogo foi curiosa, visto que a maioria dos outros objetos Messier são menos brilhantes e facilmente confundidos com cometas. Uma possibilidade é que Messier queria ter um catálogo maior que o de seu rival científico, Lacaille, cujo catálogo de 1755 continha 42 objetos, entã ele adicionou objetos brilhantes e bem conhecidos.

## Características
Como muitos aglomerados estelares, Messier 44 passou por segregação de massa.  Isso significa que estrelas brilhantes e massivas estão concentradas no núcleo, enquanto as mais fracas e menos massivas estão na periferia. O raio do núcleo de Messier 44 é de 3,5 parsecs (11,4 anos-luz). A uma distância de 12 parsecs (39 anos-luz) do núcleo as forças gravitacionais externas têm mais influência nas estrelas que o aglomerado em si.
Messier 44 contém pelo menos 1000 estrelas ligadas gravitacionalmente, com uma massa total de 500-600 massas solares. Uma pesquisa recente indicou 1010 membros prováveis, os quais 68% são anãs vermelhas, 30% são estrelas como o Sol de classe F, G, e K, e cerca de 2% são estrelas brilhantes de classe A. Também há quatro estrelas gigantes, quatro com tipo espectral K0III e a quinta G0III.
11 anãs brancas já foram identificadas, representando a fase evolutiva final das estrelas mais massivas do aglomerado, que pertenciam anteriormente à classe B. As anãs marrons, no entanto, são extremamente raras em Messier 44, provavelmente porque elas foram expulsas por forças de maré.
Messier 44 tem uma magnitude aparente de 3,7. Suas estrelas mais brilhantes são branco-azuladas com magnitude de 6 a 6,5. 42 Cancri é um membro confirmado.
Dentre as estrelas contidas no aglomerado, destacam-se as estrelas TX Cancri, Epsilon Cancri, além de várias variáveis Delta Scuti de magnitude aparente 7-8, recém-saídas da sequência principal. Foi classificado por Kenneth Glyn Jones como um aglomerado aberto tipo I,2,r, segundo a classificação de aglomerados abertos de Robert Julius Trumpler, onde a classe I refere-se aos aglomerados mais densos e a classe IV aos menos densos; a classe 1 aos aglomerados com pouca diferença de brilho entre seus componentes e a classe 3 aos que tem grande diferença de brilho; e a classe p aos aglomerados pobres em estrelas, m para aglomerados com a quantidade de estrelas dentro da média e r para os ricos em estrelas. Contudo, foi classificado como II,2,m, segundo o Sky Catalogue 2000.0 e II,2,r por Woldemar Götz.
A idade e movimento próprio de Messier 44 coincidem com os do aglomerado aberto Híades, sugerindo que os dois têm uma origem parecida. Eles também contêm gigantes vermelhas e anãs brancas, o que representa estágios avançados de evolução, juntamente com estrelas da sequência principal de classe A, F, G, K, e M.
A distância de Messier 44 geralmente é citada como 160 a 187 parsecs (520-610 anos-luz).  O catálogo de 2009 de paralaxes do Hipparcos revisados de seus membros e os mais recentes estudos em infravermelho com o diagrama cor-magnitude favorecem uma distância de cerca de 182 pc. A idade de Messier 44 não é tão controversa, estimada em aproximadamente 600 milhões de anos,  idade parecida à do aglomerado Híades (~625 milhões de anos). O núcleo central brilhante do aglomerado tem um diâmetro de cerca de 7 parsecs (22,8 anos-luz).

## Galeria

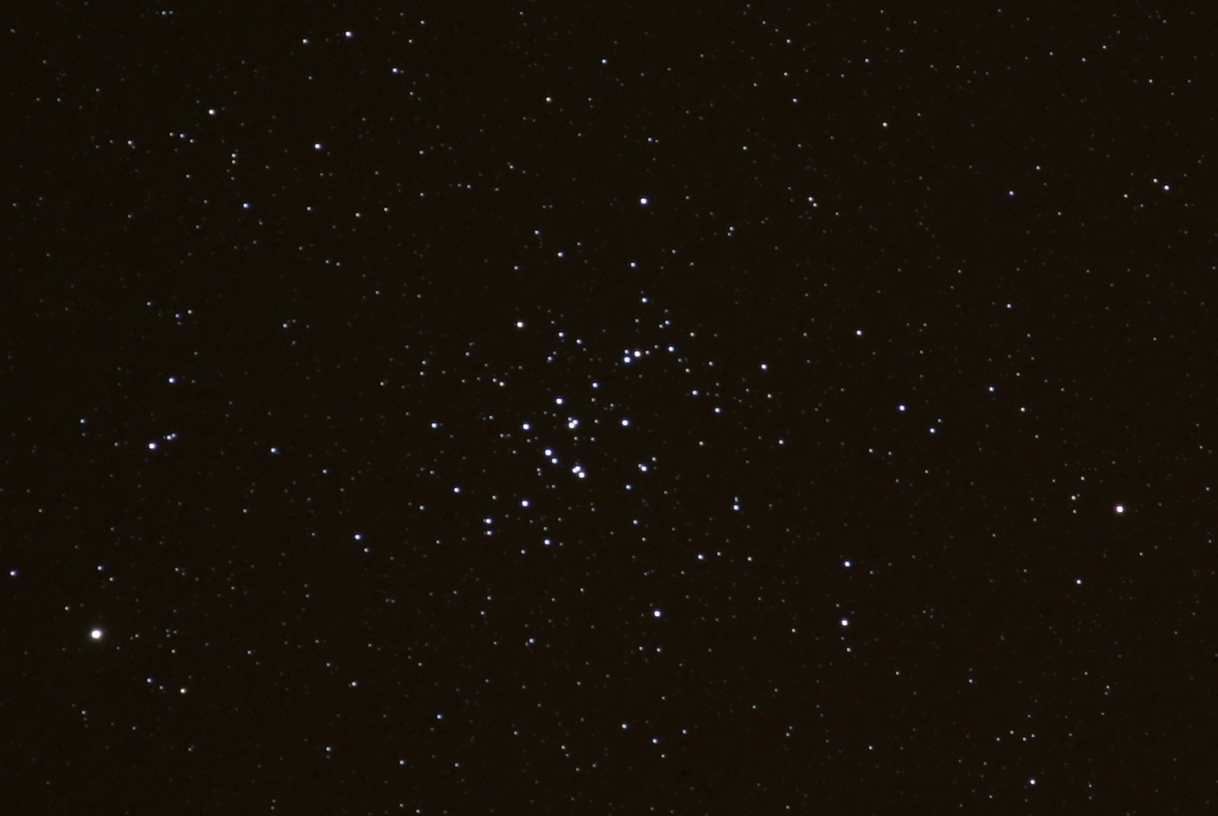
Aglomerado da Manjedoura
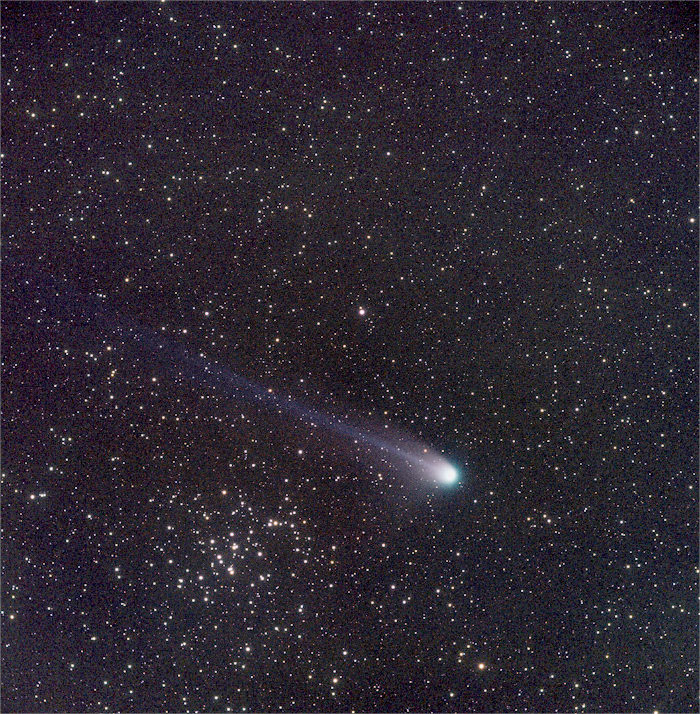
O cometa C/2001 Q4 (NEAT) e M44 na mesma imagem